# Affitto a riscatto
L'acquisto a riscatto (o con formula o opzione di riscatto) è una tipologia di contratto che riserva a chi ha il godimento del bene la possibilità di utilizzare le quote di locazione quale anticipo corrisposto al proprietario, e di ottenere la proprietà del bene dopo un certo periodo alle condizioni predeterminate.

## Beni immobili
L'acquisto a riscatto può riguardare beni immobili.

### Case popolari
Per le case popolari, spesso, l'affittuario ha facoltà di richiedere il riscatto del bene immobile, e in quel caso gli affitti versati negli anni precedenti non sono a fondo perduto, ma sono considerati un anticipo sul prezzo di vendita dell'immobile: in questo caso, la condizione, ancora più favorevole al locatario è di avere una facoltà esercitabile in qualsiasi momento a sua scelta, senza l'impegno a comprare l'immobile a una certa data e prezzo.

### Edilizia agevolata
Per la vendita di immobili costruiti con l'edilizia agevolata, l'acquisto a riscatto impegna le parti a firmare un contratto di vendita con riserva di proprietà a un prezzo prestabilito ed entro una certa data (es. dopo 10 anni) e le modalità di pagamento per l'acquirente. L'acquirente non solo si impegna a pagare il saldo all'atto del preliminare di vendita, ma a rispettare una certa modalità di pagamento: il pagamento di un acconto, l'affitto per un periodo di 8-10 anni, il pagamento del saldo con una quota di capitale di proprio e una percentuale minima di mutuo.

### Rent to buy
Il decreto-legge 12 settembre 2014, n. 133 (convertito dalla legge n. 164/2014), il cosiddetto “Sblocca Italia”, introduce una disciplina generale per l'acquisto delle case con formula "a riscatto" (art. 23). A ciò si aggiunge l'introduzione del contratto di locazione finanziaria di immobili da adibire a prima casa (articoli 76-84 legge stabilità 2016).
L'affitto con riscatto è composto da due contratti separati e aventi vita autonoma: un contratto di affitto, e un preliminare di futura vendita da effettuarsi in un determinato tempo (che in genere è di 3-5 anni, ma che è tutelato dalla legge fino a 10).

Il preliminare è solo un'opzione di acquisto (con patto d'opzione, per acquisto futuro, ex art. 1331 c.c.), che l'affittuario ha anche facoltà di non esercitare a scadenza perdendo in tale caso le quote di affitto versate. L'opzione di futuro acquisto può essere registrata come clausola del contratto di locazione, che è una scrittura privata, quindi non necessita di rivolgersi a un notaio, ma è priva dell'opponibilità a terzi che possiede un atto trascritto.

Tuttavia, sono legittimi (o piuttosto gli unici previsti e regolati dalla legge n. 164/2014) anche patti che obbligano le parti a firmare un rogito notarile: in questo caso si parla di contratto con preliminare di vendita, è soggetto a trascrizione e ha durata massima di tre anni non prorogabili dalle disponibilità delle parti.

Il canone di locazione con affitto a riscatto è più alto di quelli di mercato correnti, perché si compone dell'affitto vero e proprio, e di una quota "acconto-prezzo" che andrà a detrarsi dal prezzo finale di acquisto dell'immobile (prezzo di riscatto a scadenza).

La maggiorazione varia dal 15 fino al 50%, ma non c'è un massimale di legge, o tipizzato in qualche contratto: a volte è lo stesso conduttore a chiedere una maggiorazione più alta fino al 50% in modo da avere una somma più bassa a scadenza in percentuale sul prezzo di acquisto, e quindi una maggiore facilità per ottenere un mutuo (raggiungendo una cifra residua pari al 70-80% del prezzo totale dell'immobile).
In linea teorica, se la maggiorazione è versata a titolo di "acconto-prezzo", in quanto acconto per definizione, deve essere restituita anche se il conduttore rifiuta l'acquisto a scadenza: se questa quota a titolo di "acconto-prezzo" è al limite pari al 100% del canone versato, il proprietario rischierebbe che il conduttore benefici di un periodo gratuito di locazione, rinunciando a scadenza all'acquisto col diritto alla piena restituzione di quanto versato. Nulla vieta alle parti di accordarsi per una quota a titolo di canone di locazione che, se e solo se a scadenza (o prima) il conduttore opta per l'acquisto, possa anch'essa essere "convertita" e versata a titolo di "acconto-prezzo", mentre non deve essere restituita nel caso opposto di mancato acquisto.
Per velocizzare l'affare, il proprietario può al limite decidere che, se il rogito si conclude in un tempo breve di 18 mesi-due anni, la quota che va a ridurre il prezzo sia la totalità del versato mensilmente, o comunque una quota tanto maggiore tanto minore è il tempo trascorso dall'inizio del preliminare di vendita. L'affittuario che rinuncia all'acquisto perde l'intero versato, sia la quota a titolo di "acconto-prezzo" sia -naturalmente- il canone di locazione vero e proprio.
Se la trascrizione del contratto definitivo o di altro atto che costituisca comunque esecuzione del contratto preliminare non avviene entro tre anni, gli effetti del preliminare di vendita si considerano come mai prodotti (art. 2645-bis, terzo comma c.c.), e il giudice può rilevare di ufficio l'estinzione dell'efficacia e ordinare la cancellazione della trascrizione (art. 2668 c.c.). Il giudice cancella la trascrizione dell'atto, ma non l'atto stesso che resta valido tra le parti firmatarie: l'atto produce effetti tra le parti -non diversamente o con maggiore forza di una mera e semplice scrittura privata inserita nel contratto di locazione, e senza l'onere notarile-, ma non è più opponibile a terzi e viene quindi a cadere la tutela contro fallimenti, pignoramenti e creditori del venditore in genere. Il valore (e onere) aggiunto del preliminare da un notaio e della trascrizione è l'opponibilità a terzi dell'atto pubblicato, che viene meno dopo tre anni rendendo quindi del tutto inutile il preliminare e la trascrizione.
Il contratto di affitto a riscatto con preliminare (quello che obbliga le parti alla compravendita) è legato al pagamento di una somma pari in genere all'8-10% del prezzo finale, a titolo di caparra o acconto.

La legge nulla impone in merito a caparre o acconti, e importi minimi. Richiede invece che il contratto sia stipulato con la dicitura di preliminare, e trascritto presso i registri immobiliari in modo che gli eventuali creditori del venditore non potranno iscrivere un'ipoteca sull'immobile promesso in vendita, né richiedere un pignoramento dell'immobile.
Il preliminare può essere unilaterale (obbliga il proprietario a vendere su richiesta del conduttore), oppure bilaterale.

Il contratto di locazione può contenere una clausola di riscatto automatico (clausola di trasferimento della proprietà vincolante per ambedue le parti), per cui alla fine del contratto d'affitto è previsto l'automatico passaggio di proprietà della casa; ovvero una clausola di vendita con riserva di proprietà, per la quale il passaggio di proprietà avviene solamente al pagamento dell'ultimo canone d'affitto previsto per il periodo di contratto (art. 1523 c.c.).
L'acconto per definizione deve essere in ogni caso restituito, anche in caso di inadempimento di una delle parti. La caparra, invece, spetta al proprietario se il conduttore rinuncia all'acquisto; viceversa, spetta al conduttore (e fino alla misura del doppio), se il proprietario rinuncia a vendere.

Per quanto riguarda le maggiorazioni-premio (acconto-prezzo) sul canone di locazione:
- in caso di inadempimento del conduttore, il proprietario ha diritto alla restituzione dell'immobile e, se il contratto non prevede diversamente, di acquisire per intero i canoni versati;
- in base al decreto-legge "Sblocca Italia", se il conduttore rinuncia all'acquisto, ha diritto alla restituzione della quota mensile che deve essere indicata nel contratto di locazione come acconto sul prezzo di riscatto dell'immobile.

(art. 23, comma 1-bis decreto-legge n. 133/2014)
 In caso di mancata indicazione di questa quota da restituire al conduttore, non è prevista tuttavia né la nullità del contratto né che la quota da restituire se non indicata si debba presumere uguale <<alla parte di canone indicata nel contratto imputabile al corrispettivo del trasferimento>>.

## Beni mobili
Nel caso di leasing operativo, l'acquisto a riscatto può riguardare beni come un software informatico, un veicolo, una macchina utensile. L'acquirente può riscattare il bene dopo un certo numero di anni ovvero cederlo al legittimo proprietario. Nel primo caso, dovrà pagare il saldo fra il prezzo di vendita pattuito all'inizio del leasing e i canoni corrisposti annualmente, riscattati a titolo di anticipo in conto capitale.